# Brother Ray Is at It Again
Brother Ray Is at It Again – album amerykańskiego muzyka Raya Charlesa, wydany w 1980 roku. Utrzymany jest w stylu zbliżonym do trzech wcześniejszych płyt Charlesa.

## Lista utworów
1. „Compared To What”
2. „Anyway You Want To”
3. „Don’t You Love Me Anymore?”
4. „A Poor Man’s Song”
5. „Now That We’ve Found Each Other”
6. „Ophelia”
7. „I Can’t Change It”
8. „Questions”